# Hydroptila ornithocephala
Hydroptila ornithocephala är en nattsländeart som beskrevs av Yang och Xue 1992. Hydroptila ornithocephala ingår i släktet Hydroptila och familjen smånattsländor. Inga underarter finns listade i Catalogue of Life.